# Harvey, Illinois
Harvey là một thành phố thuộc quận Cook, tiểu bang Illinois, Hoa Kỳ. Năm 2010, dân số của thành phố này là 25282 người.

## Dân số
Dân số qua các năm:
- Năm 2000: 30000 người.
- Năm 2010: 25282 người.